# Abui (lud)
Abui, także: Barawahing, Barue, Namatalaki – indonezyjska grupa etniczna z wyspy Alor w prowincji Małe Wyspy Sundajskie Wschodnie. Należą do grupy ludów aloro-pantarskich (odrębnych od ludów austronezyjskich).
Posługują się własnym językiem abui z rodziny transnowogwinejskiej. Ich tradycyjne wierzenia miały charakter animistyczny i politeistyczny, współcześnie w przeważającej mierze wyznają chrześcijaństwo, zwłaszcza protestantyzm.
Sami określają się jako Abui loku („ludność górska”). Nazwa Barawahing ma charakter pejoratywny.
Mieszkańcy wsi Takpala zachowują tradycyjny sposób życia.